# 奥尔梅克文明

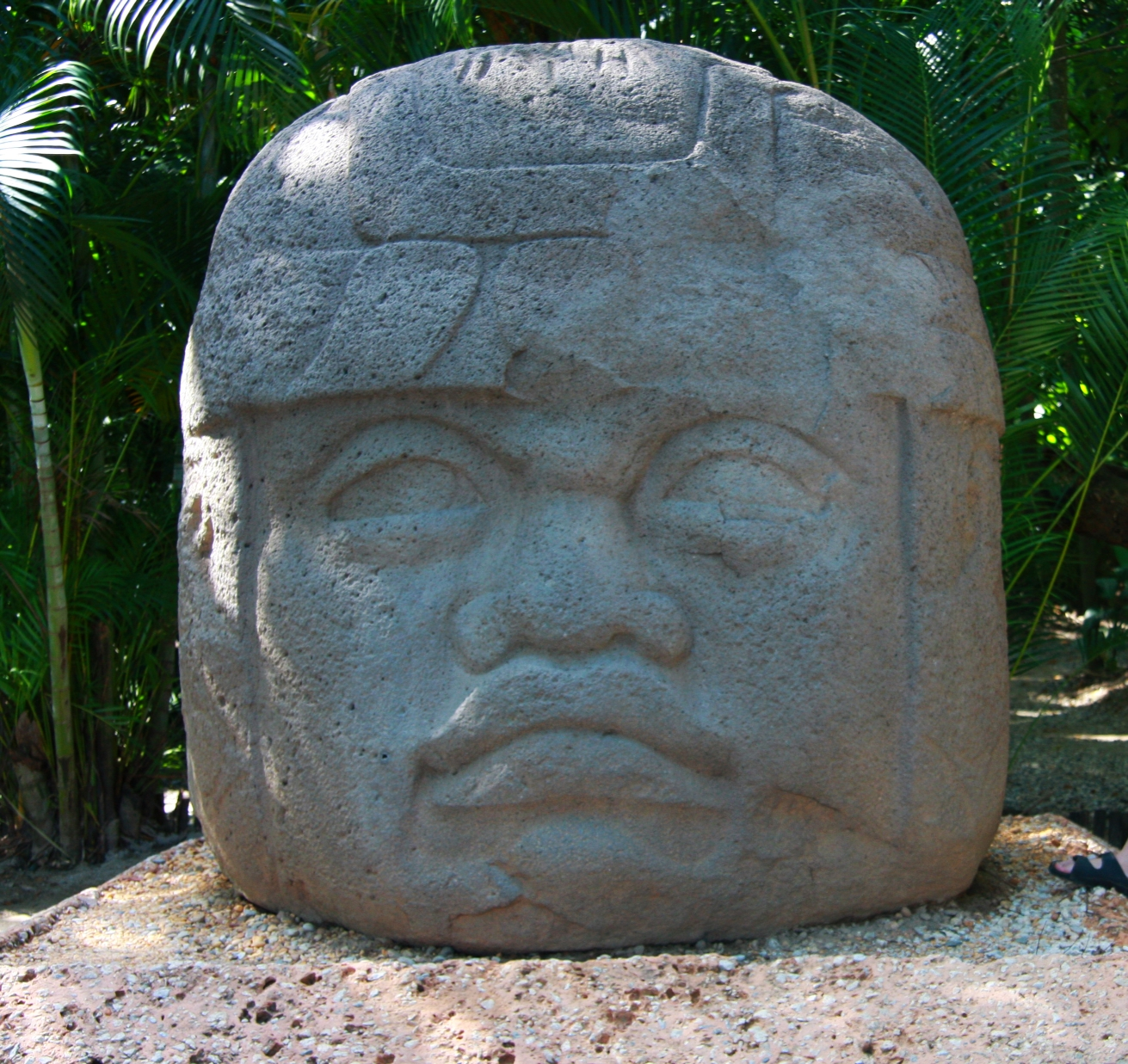
奥尔梅克巨石头像

奥尔梅克文明（英語：Olmec Civilization；西班牙語：Cultura olmeca）是中部美洲一個高度發展於約西元前1200年至西元前400年的文明，也是中部美洲早期的重要文明之一。 紀念性的建築群、巨大的石雕、球類儀式性活動、飲用巧克力、多位動物神祇、將人類個體殺死獻祭等，都是本文明的特徵；這些特徵後來被附近地區的文明和人群（如瑪雅文明、薩波特克文明、Totonac和特奧蒂瓦坎文明等）繼承。 該文明的核心地區被認為在墨西哥灣今維拉克魯茲州和塔巴斯科州所在地區。 該文明的影響力和貿易活動在約西元前1200年擴張，已知證據顯示其範圍最南在今尼加拉瓜境內。
在約西元前400年至西元前300年間，該文明許多紀念物遭系統且蓄意的破壞。 其後，該文明的影響力顯著減少。

## 名稱
「歐美克」一詞源自納瓦特爾語中用以指歐美克人的單詞Ōlmēcatl（發音：/oːlˈmeːkat͡ɬ/，此詞在納瓦特爾語中之眾數形為Ōlmēcah，發音/oːlˈmeːkaʔ/），而在納瓦特爾語中，此詞為ōlli（意即「橡膠」，發音/ˈoːlːi/）和mēcatl（意即「人」，發音/ˈmeːkat͡ɬ/）的合成詞，故Ōlmēcatl在納瓦特爾語中的意思可解作「膠人」。
奧爾梅克人自其文明所在地區生長的巴拿馬橡膠樹中提取乳膠，並將其與月光花的汁液混合以製造橡膠。

## 历史
奥尔梅克文明于公元前1200年左右产生于中美洲聖羅倫索高地的热带丛林当中。聖羅倫索是早期奥尔梅克文明的中心，在繁盛了大约300年后，于公元前900年左右毁于暴力。其后奥尔梅克文明的中心迁移到靠近墨西哥湾的拉本塔。奥尔梅克文明最终在公元前400年左右消失，为爱比奥尔梅克文化所取代。其消失的具体原因尚不得知，但它影响了大量的中美洲文明。奥尔梅克文明的许多特征，如金字塔和宫殿建造，玉器雕琢，美洲虎和羽蛇神崇拜也是后来中美洲各文明的共同元素。大多数学者认为奥尔梅克文明是玛雅、萨波特克、提奥提华坎等文明的母体。但也有人认为奥尔梅克文明和其他中美洲文明的关系是姐妹关系。

## 艺术和建筑
奥尔梅克人创造了大量的建筑和雕塑作品。他们用石头建造巨大的宫殿和金字塔，在玉石上进行精美的雕刻，制作了大量的陶器。奥尔梅克人最著名的艺术作品莫过于“奥尔梅克巨石头像”。这些在花岗岩上雕出的高达10英尺的巨大人头像显示了奥尔梅克人高超的技术水平。人头像都带有古怪的头盔，大多数人头像具有蒙古人种的特征；而某些人头像扁平的面孔、厚厚的嘴唇引起了一些争议，因为它们与一些非洲面部特征相似。根据这种比较，一些作家认为奥尔梅克人是移居新大陆的非洲人。但绝大多数考古学家和其他中美洲学者都否认了与非洲进行哥伦布前接触的说法。可能因玄武岩巨石所限制的空间较浅而以这种方式雕刻造成某些巨大人头像这种面部特征。其他人指出，除了宽鼻子和厚嘴唇外，这些头部的眼睛常常显示着内眼角褶皱，而且所有这些特征在现代中美洲印第安人中仍然可以找到。例如，20世纪40年代，艺术家/艺术史学家米格尔·科瓦鲁比亚斯发表了一系列照片显示奥尔梅克艺术品以及现代墨西哥印第安人面部具有非常相似的特征。从奥尔梅克雕刻的全部作品来看，非洲起源假设很难成立歐美克文化奠定了中美洲古文明的基礎。

## 宗教
奥尔梅克人主要崇拜半人半美洲虎的神，也崇拜羽蛇神和谷神（The Man of Crops）。宗教信仰是奥尔梅克社会的主线，聖羅倫索遗址就是一个宗教仪式中心和居民区的复合体。

## 文字
部分学者将拉文塔出土的一些雕刻图案认读为歐美克人的文字，但尚未得到学界的公认。

## 城市遗址
- 聖羅倫索遗址
- 拉文塔遗址：位于墨西哥南部的塔巴斯科州。

## 图集

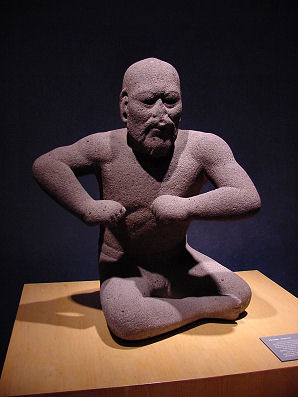
摔跤手雕像
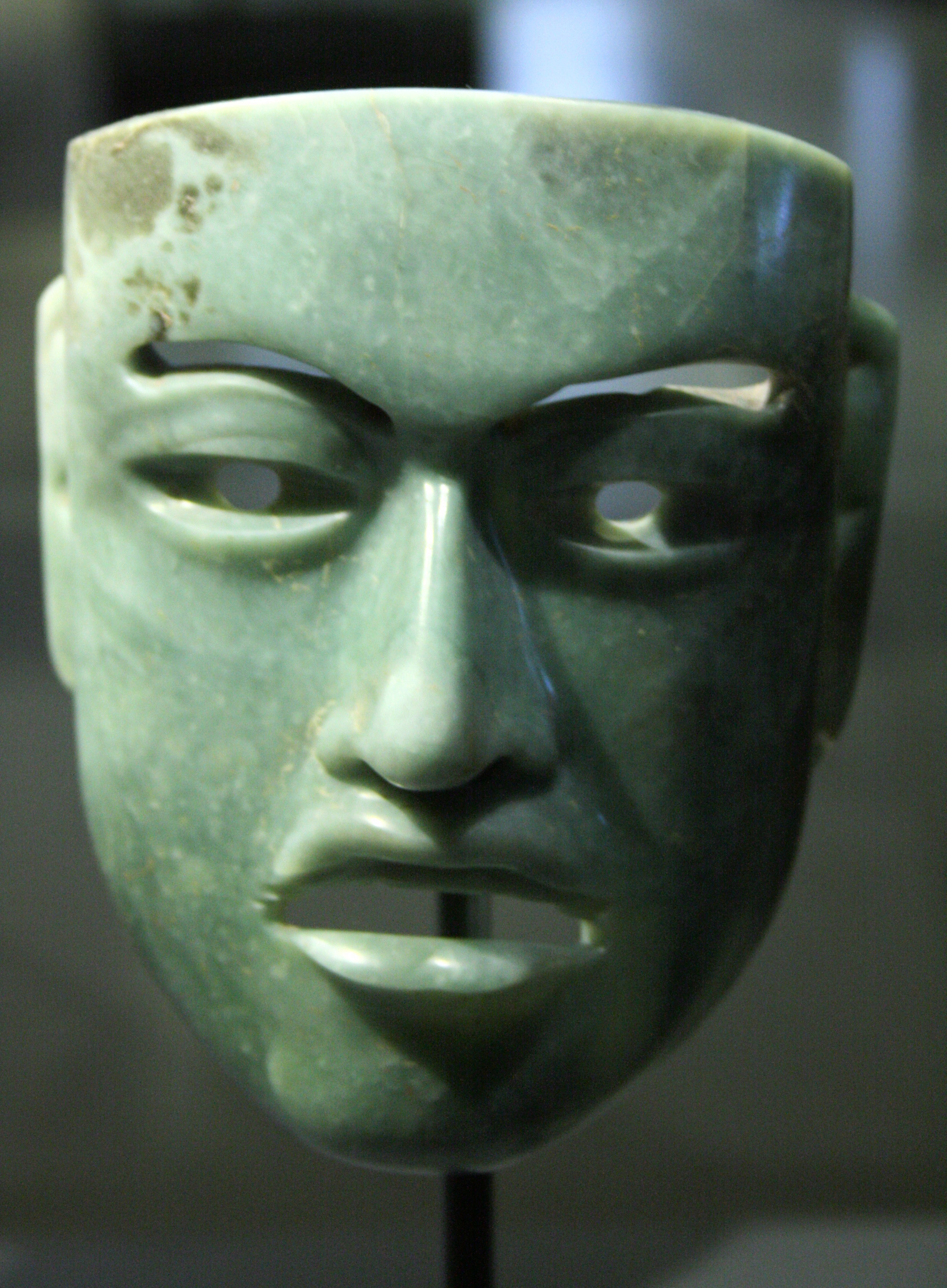
玉面具
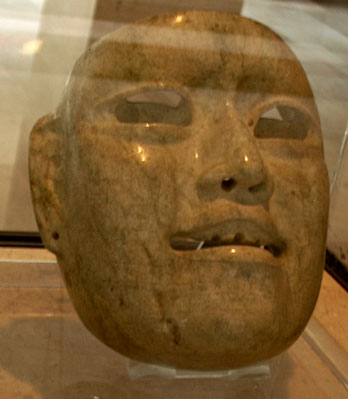
玉面具
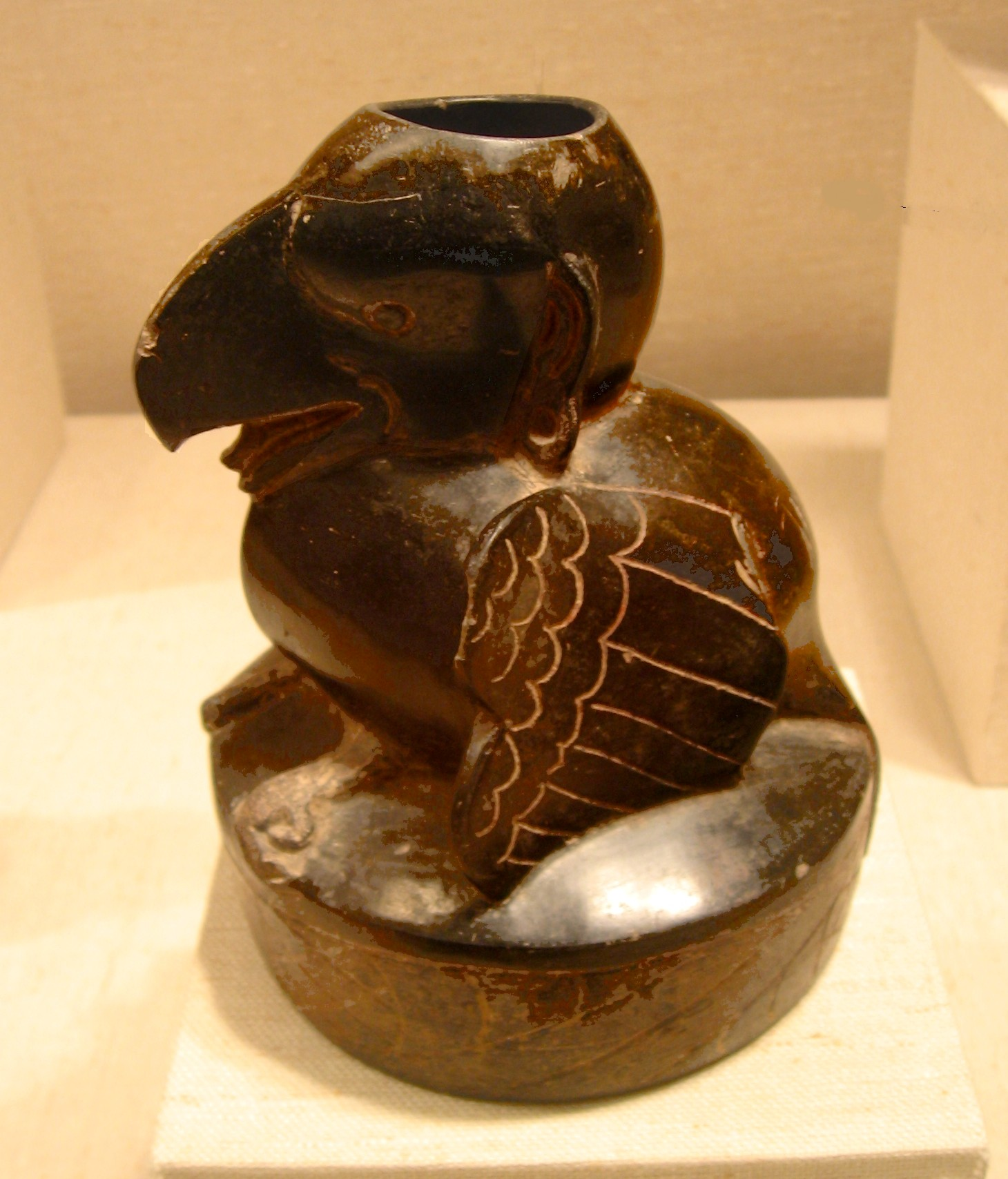
鸟容器
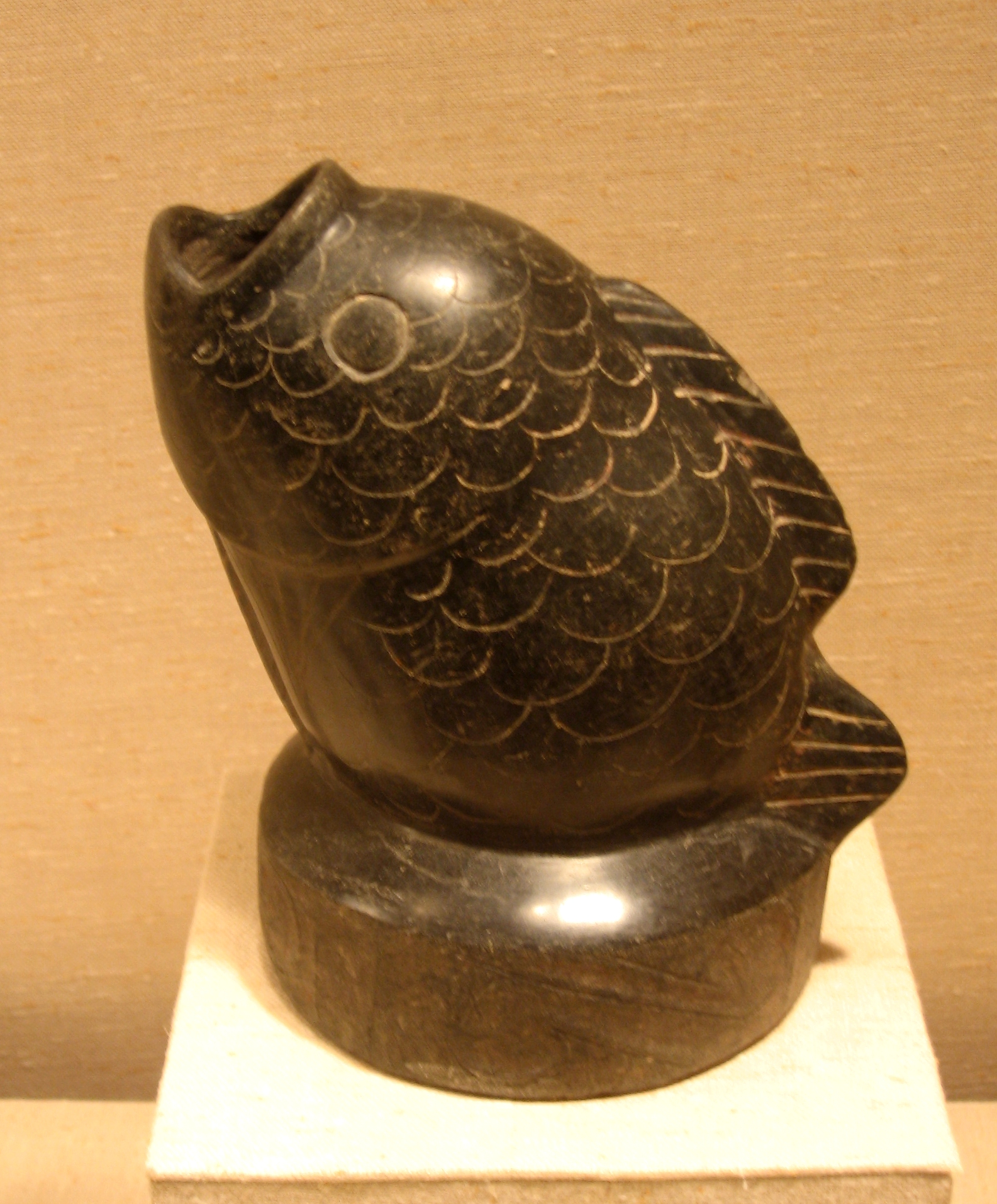
鱼容器
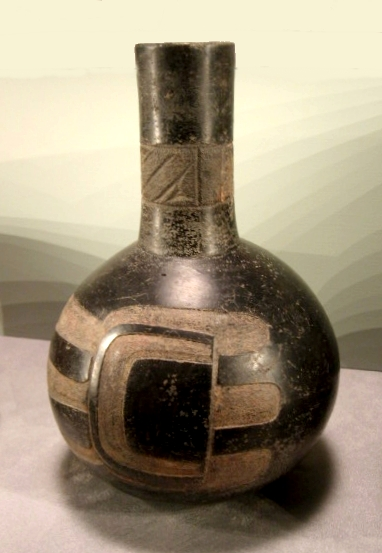
瓶